# 温贝尔托·贝蒂
温贝尔托·贝蒂（義大利語：Umberto Betti，1922年3月7日—2009年4月1日）意大利人，原宗座拉特朗大学校长，天主教会枢机。
贝蒂出生于意大利皮耶韦桑托斯泰法诺，于1946年4月5日晋铎。他曾于1991年至1995年间出任宗座拉特朗大学校长。2007年11月24日被教宗本笃十六世册封为枢机。

## 牧徽

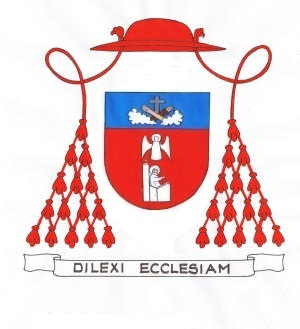
温贝尔托·贝蒂枢机牧徽